# Degrmen
Degrmen (en serbe cyrillique : Дегрмен) est un village de Serbie situé dans la municipalité de Kuršumlija, district de Toplica. Au recensement de 2011, il comptait 89 habitants.

## Démographie
| 1948 | 1953 | 1961 | 1971 | 1981 | 1991 | 2002 | 2011 |
| ---- | ---- | ---- | ---- | ---- | ---- | ---- | ---- |
| 310  | 338  | 302  | 255  | 172  | 120  | 88   | 89   |

|  |